# Museo del Satiro danzante
Il Museo del Satiro danzante è un museo archeologico sito a Mazara del Vallo. Istituito dalla Regione Siciliana nel 2003
È ospitato nella ex chiesa di Sant'Egidio, e prende il nome dal pezzo di maggior prestigio che possiede, appunto il Satiro danzante. Dal 2019 dipende dal Parco Archeologico di Selinunte, Cave di Cusa e Pantelleria.

## Esposizione
Oltre alla preziosa e particolare statua bronzea il museo ospita altre testimonianze archeologiche restituite dal mare, come vasellame e pezzi statuari in bronzo. All'interno del museo si possono inoltre ammirare altre testimonianze archeologiche di scavi e campagne di ricerca effettuate nelle acque antistanti la costa di Mazara del Vallo, come bracieri di terracotta di epoca medievale, uno spatheion nordafricano del V secolo d.C., un askos acromo della prima metà del III secolo a.C. e diverse anfore da trasporto di età punica e romana.
All'ingresso dell'unica grande sala del museo, è mostrato un film documentario sul ritrovamento del Satiro alla fine degli anni Novanta nel Canale di Sicilia.